# Eremobia deccerti
Eremobia deccerti är en fjärilsart som beskrevs av George Francis Hampson 1908. Eremobia deccerti ingår i släktet Eremobia och familjen nattflyn. Inga underarter finns listade i Catalogue of Life.